# Craspedolepta pusilla
Craspedolepta pusilla är en insektsart som beskrevs av Andrianova och Jan Klimaszewski 1983. Craspedolepta pusilla ingår i släktet Craspedolepta och familjen rundbladloppor. Inga underarter finns listade i Catalogue of Life.